# Delonix královská

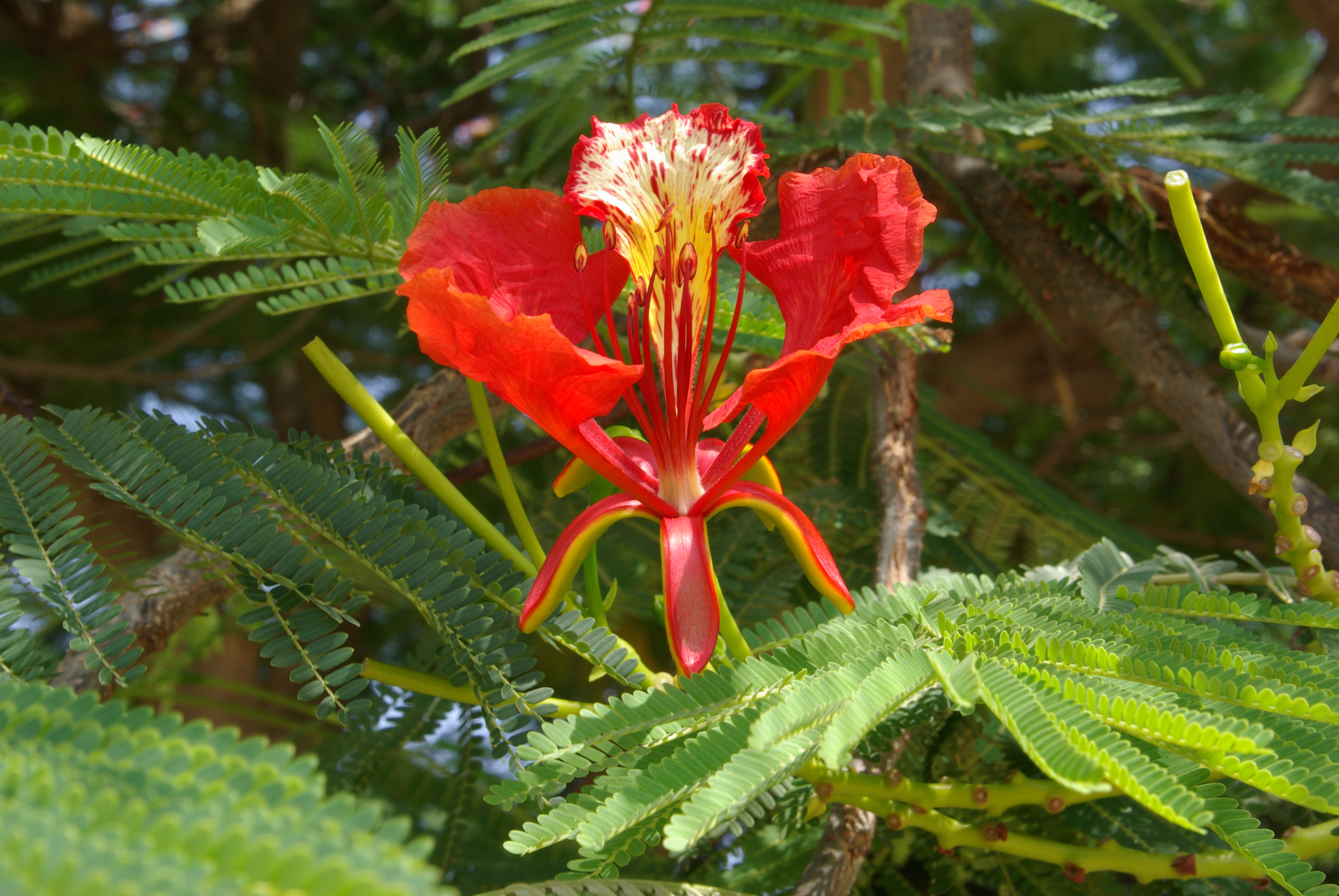
Květ delonix královské

Delonix královská (Delonix regia), také zvaná hořící strom nebo také flamboján, je opadavý listnatý strom, pokládaný pro své červeno-oranžové květy za jeden z nejkrásnějších stromů. Je madagaskarský endemit, jeden z asi deseti druhů rodu delonix. Patří k těm nejrozšířenějším okrasným dřevinám pěstovaným v subtropických a tropických oblastech.
Druh pochází ze střídavě vlhkých tropických lesů Madagaskaru. Vyskytuje se tam v oblastech okolo měst Antsiranana na severu a Mahajanga na západě ostrova, od pobřeží po nadmořskou výšku okolo 500 m. Pro světovou veřejnost byl objeven až roku 1824 a od poloviny 19. století začal být šířen po celé tropické oblasti.

## Ekologie
Strom koření velice mělce, jeho kořeny jsou často povrchové a v případě zasazení v blízkosti chodníku ho rozláme. Vyžaduje hodně slunce a tepla, období sucha a mimo něj velkou vzdušnou vlhkost. Na kvalitu půdy není náročný, musí však být dobře odvodněná.
Listy, které zůstávají stále zeleně, opadávají v období sucha jen na krátkou dobu. Kvést začíná na konci sucha, obvykle těsně před rašením listů. Někdy vykvete jen jedna větev, jindy současně rozkvete celý strom. Doporučuje se prořezávat větve a podporovat tak jejích tloustnutí a pevnost, jinak rostou dlouhé, tenké a snadno se lámou.

## Popis
Menší strom, vysoký do 10 m, mívá kmen tlustý až 90 cm a plochou, velmi širokou korunu, strom bývá někdy širší než vyšší. Má světle šedou až šedě hnědou kůru, která bývá v mládi hladká.
Střídavě vyrůstající, dvakrát zpeřené řapíkaté listy jsou dlouhé 20 až 60 cm a mají opadavé palisty. Listy jsou kapradinovitě jemně dělené, mívají 8 až 40 párů primárních dílů s 10 až 40 páry úzce eliptických lístků 1 cm dlouhých, ty jsou na bázi i vrcholu zaoblené, po obvodě celistvé a při soumraku se skládají.
Koncové květenství je až 15 cm dlouhé a je tvořeno pěti až deseti, dlouze stopkatými a velmi výraznými květy 10 až 15 cm širokými. Oboupohlavné, pětičetné květy mají podlouhlé a zašpičatělé kališní lístky uvnitř zbarvené červeně a vně zeleně. Nestejné lžícovité korunní lístky jsou až 7 cm dlouhé, čtyři jsou oranžové až šarlatově červené a pátý, horní, je bílý nebo žlutý s červenou kresbou a po obvodě zkadeřený. V květu je deset dlouhých, červených, vzhůru zakřivených tyčinek s podlouhlými červenými prašníky, semeník nese lysou čnělku s drobnou bliznou. Květ bývá opylován denními motýly i ptáky.

## Rozmnožování
Strom se rozšiřuje výhradně semeny. Plodem je až 50 cm dlouhý a 5 cm široký, červenohnědý, mírně zakřivený a tvrdý pukavý lusk. Obsahuje 20 až 40 úzce podlouhlých, hnědě žíhaných semen asi 1,5 cm dlouhých. Lusky zůstávají na stromech i po opadaných listech.
Pro rozmnožování se zralé lusky otrhají a máčí asi 10 dnů, pak se vyluští semena schopná vyklíčit asi po dobu dvou let. Semena se před výsevem znovu asi po 10 dnů namáčejí, po vysetí vyklíčí ve vlhké půdě asi do měsíci. Za devět měsíců se semenáče vysazují na stanoviště.

## Význam
Tato dřevina je pro své krásné květy hojně pěstována jako solitéra v městských parcích a okrasných zahradách, nebo je vysazována do stromořadí podél cest. Na mnoha místech zdomácněla a v Austrálii, na Havajských ostrovech i Floridě se začala nekontrolovatelně šířit do místní přírody. Přitom ve své domovině, na Madagaskaru, je považována za zranitelný druh.
Dřevo delonix královské je lehké, měkké a pružné, vyrábějí se z něho potřeby pro domácnost. Z kůry se získává pryskyřice a barvivo na látky. Suché lusky jsou v Karibiku používány jako místní chřestivý hudební nástroj.

## Galerie

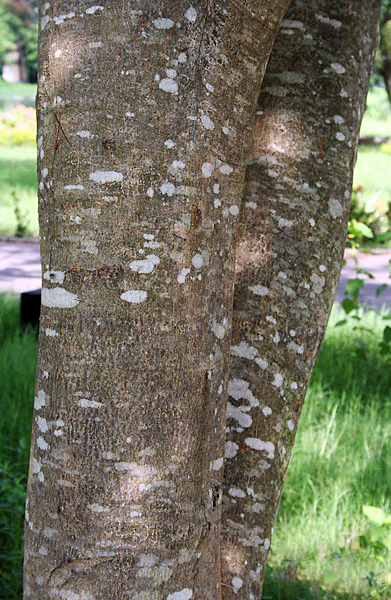
Kmen
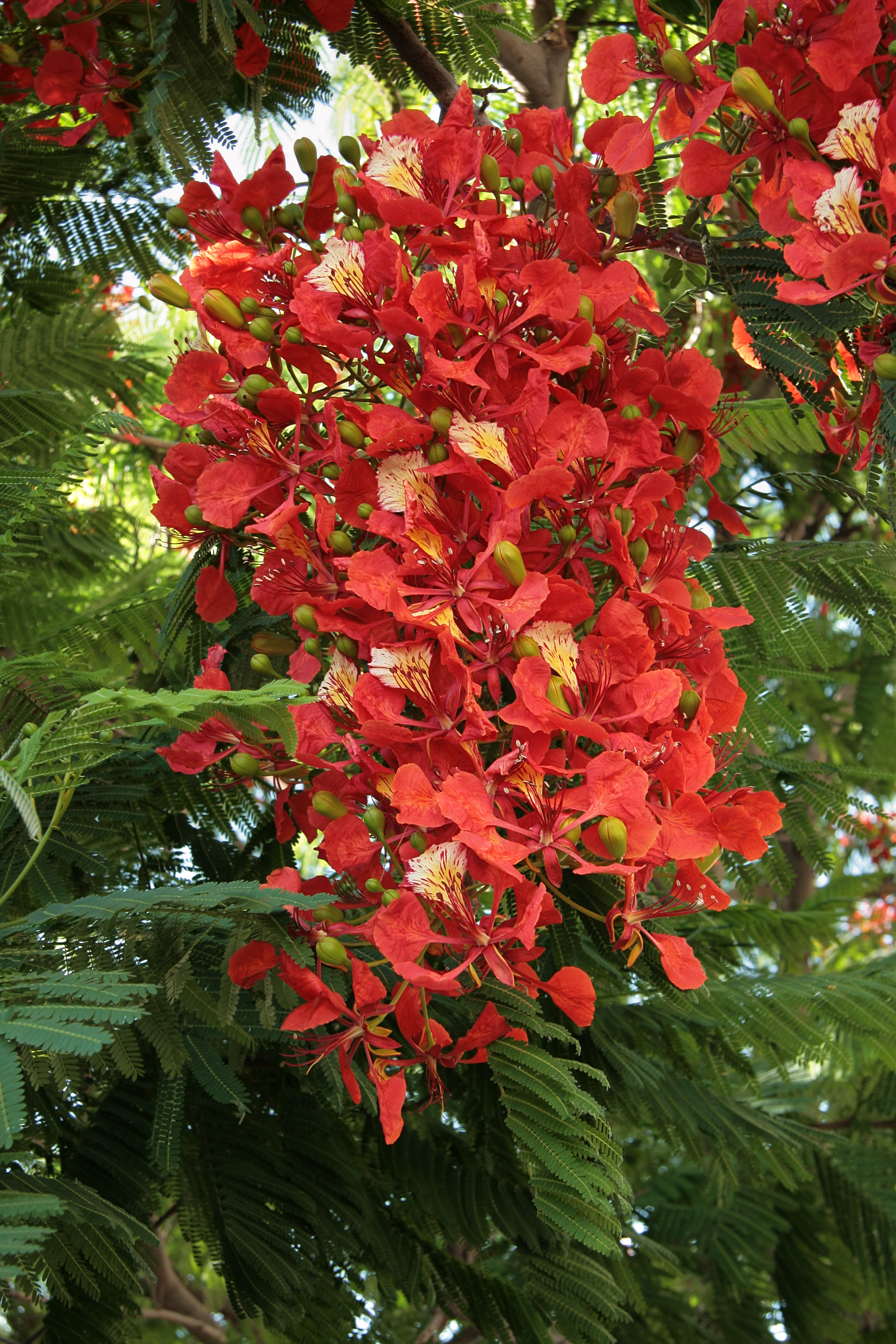
Květenství
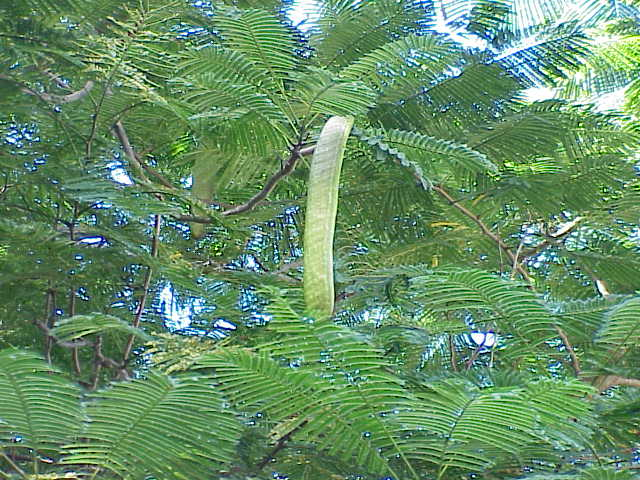
Listy a plod
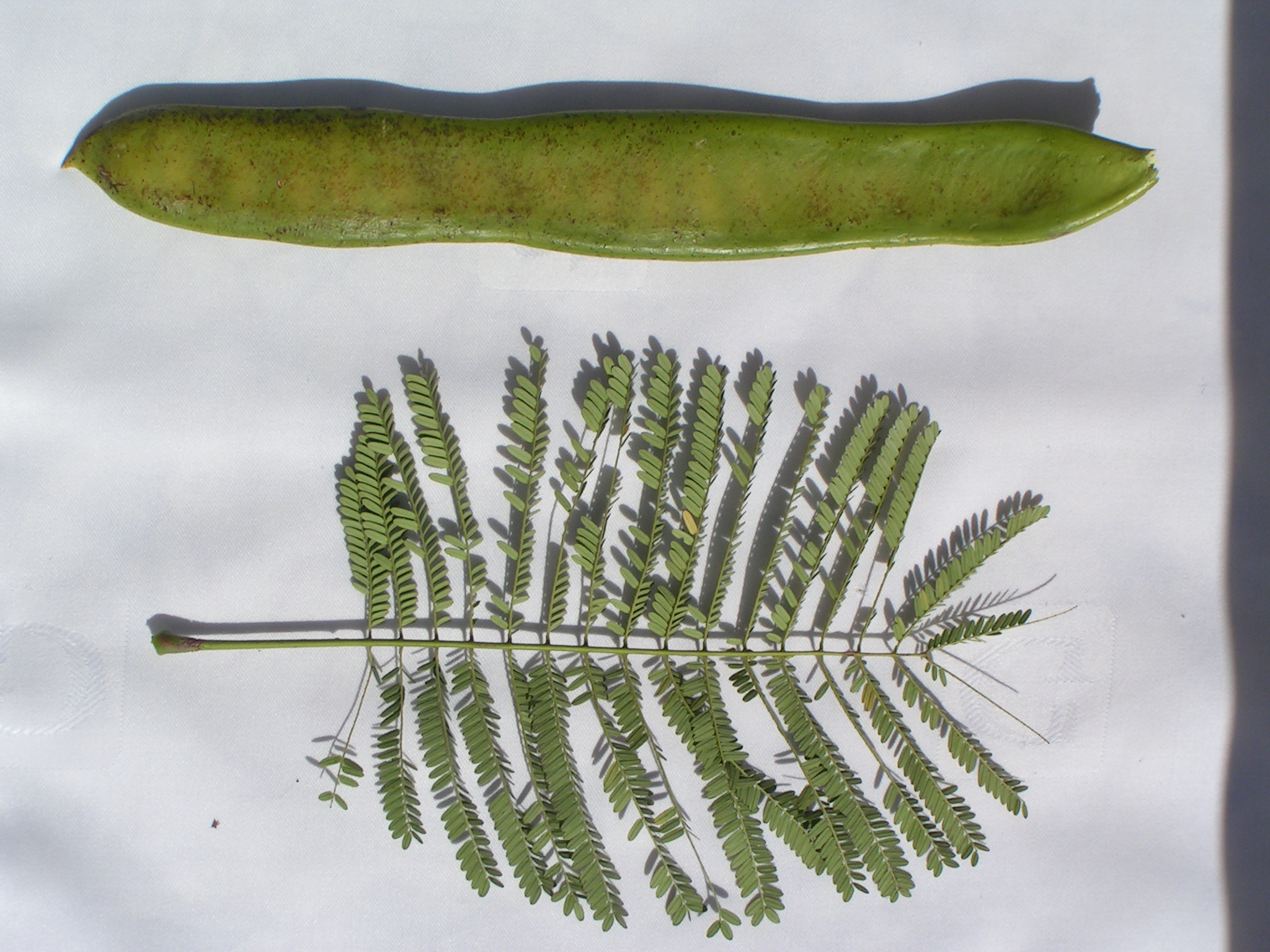
List a nezralý lusk
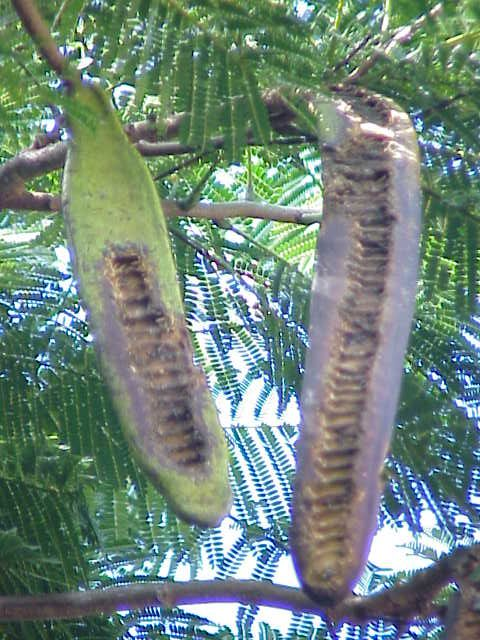
Lusky